# Ipertensione da camice bianco
Per ipertensione da camice bianco o sindrome da camice bianco si intende un temporaneo innalzamento dei valori pressori oltre la norma che si manifesta solo in determinate circostanze essenzialmente legate a dinamiche di natura emotiva. Nella maggior parte dei casi, questo tipo di ipertensione emerge nel momento in cui il paziente si sottopone ad un normale controllo della pressione arteriosa eseguito da personale medico specializzato (da qui il nome della condizione clinica); lo stato di agitazione che tale pratica provoca in alcuni soggetti può determinare tachicardia e aumento della pressione che viene rilevato dallo sfigmomanometro. Questa condizione non è tuttavia da considerare un "falso allarme", in quanto evidenze cliniche hanno dimostrato che l'ipertensione da camice bianco aumenterebbe il rischio di sviluppare un'ipertensione stabile.

## Eziologia
Le causa è da ricercare in una "reazione di allarme" organica a seguito della misurazione pressoria da parte del personale sanitario. Infatti nei soggetti che presentano tale fenomeno è stato rilevato un incremento dell'attività del sistema nervoso autonomo. L'ipertensione da camice bianco può superare una prevalenza del 30%, incrementa con l'età, si riscontra maggiormente nel sesso femminile e nei non fumatori.

## Diagnosi
La diagnosi dell'ipertensione da camice bianco risulta tutt'altro che immediata, in quanto può essere facilmente scambiata per una normale condizione di ipertensione arteriosa e trattata come tale. Per distinguere le due patologie è necessaria una ricerca diagnostica più approfondita, che non si limiti ad una singola prova della pressione. Per diagnosticare ipertensione da camice bianco la patologia deve presentare determinate caratteristiche:
- l'aumento dei valori pressori ed i relativi sintomi devono manifestarsi solo occasionalmente;
- la misurazione tramite monitoraggio dinamico nelle 24 ore successive alla prima misurazione deve segnalare una normalizzazione dell'attività cardiaca (fino a valori normali);
- la pressione deve risultare nella norma quando il paziente esegue la misurazione in condizione di rilassamento (automisurazione in un ambiente familiare);

Nonostante questi siano criteri accettati per diagnosticare ipertensione da camice bianco, non sono esclusivi, in quanto esiste la possibilità che un paziente normoteso misuri in qualsiasi circostanza un'elevata pressione arteriosa in conseguenza del fatto che la pratica stessa della misurazione provoca nel paziente uno stato transitorio di agitazione che si traduce in ipertensione. In questo caso, la patologia viene trattata come ipertensione arteriosa, anche in virtù del fatto che un'ipertensione da camice bianco con queste caratteristiche ha elevata probabilità di evolvere in ipertensione.

## Terapia
La terapia varia a seconda dell'entità della sindrome e del peso della componente psicologica dell'ipertensione da camice bianco. Qualora la patologia venga identificata come propedeutica all'instaurarsi dell'ipertensione arteriosa, i farmaci di prima scelta sono i betabloccanti, la cui somministrazione ha significato profilattico. Per contrastare il fattore emotivo in associazione ai betabloccanti vengono somministrati farmaci ansiolitici.
Tra i metodi non farmacologici efficaci troviamo il rilassamento progressivo e il biofeedback; nei casi in cui la componente psicologica sia un fattore predominante può esser utile anche la psicoterapia o un intervento di tipo psicologico.